# Adidas Tricolore

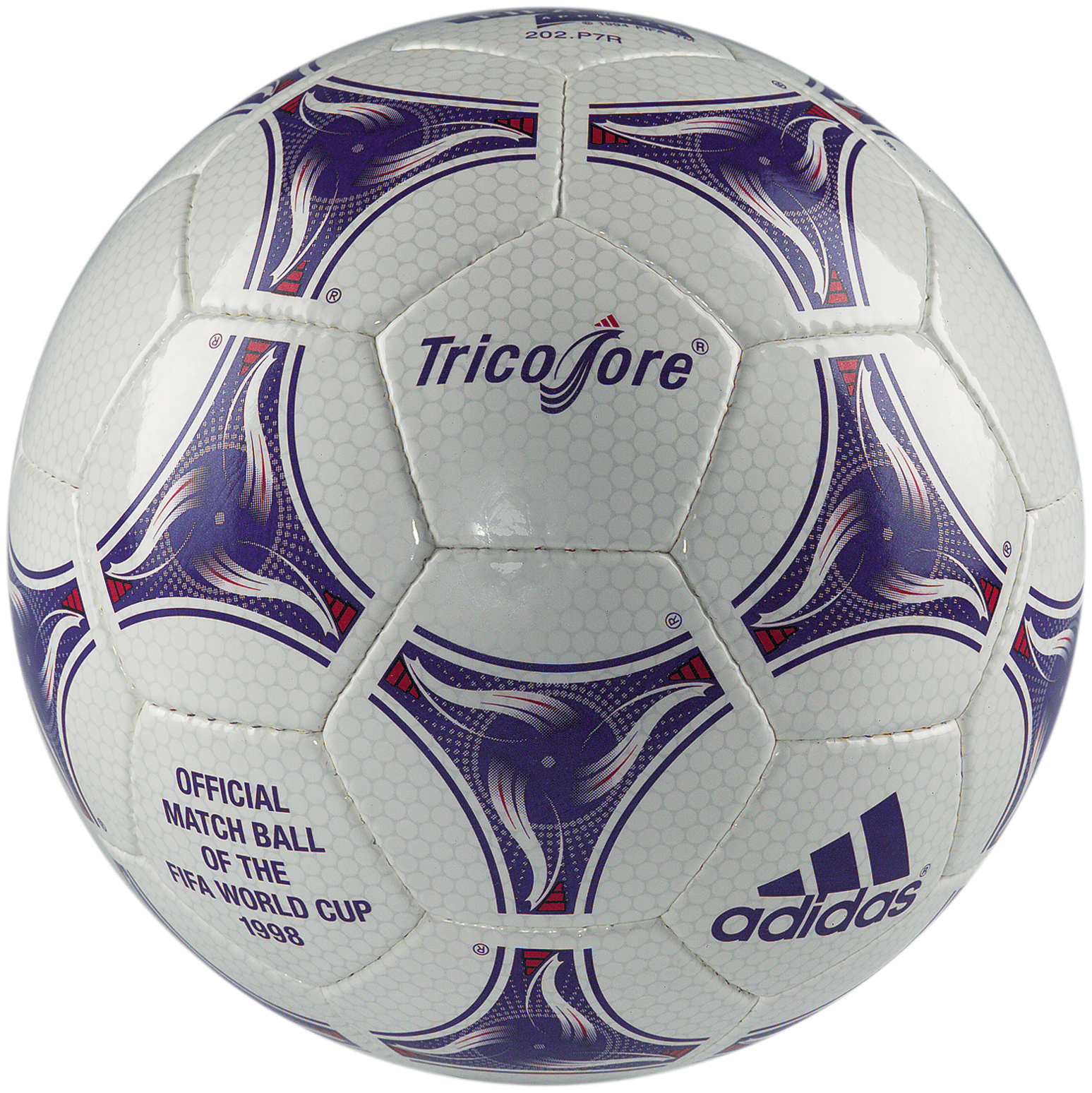
Adidas Tricolore

Adidas Tricolore (с фр. — «Трёхцветный») — футбольный мяч производства компании Adidas, официальный мяч чемпионата мира 1998 года, прошедшего во Франции. Стал первым в истории чемпионатов мира разноцветным мячом и последним мячом, оформленным в стиле Adidas Tango.
Источниками вдохновения для разработчиков мяча стали трёхцветный флаг Франции и галльский петух. Синие треугольные элементы и стилизованные изображения белого петуха с красным логотипом Adidas в качестве гребня соответствуют трём цветам французского флага. Этот мяч стал первым, изготовленным не в Европе (в Марокко и Индонезии) со времён Adidas Telstar.